# ІФК Уппсала
ІФК Уппсала (швед. Idrottsföreningen Kamraterna Uppsala) — шведський футбольний клуб із міста Уппсала.

## Історія
Клуб заснований 1895 року. 
Тричі був фіналістом матчів за звання чемпіона Швеції в 1907, 1908 та 1911 роках, але жодного разу не зміг вибороти титул. 
Тепер виступає у 6-й лізі Швеції (Дивізіон 4).

## Досягнення
Чемпіонат Швеції:
- Віце-чемпіон Швеції (3): 1907, 1908, 1911